# Brasserie de la Lesse
 (avril 2021).
Si vous disposez d'ouvrages ou d'articles de référence ou si vous connaissez des sites web de qualité traitant du thème abordé ici, merci de compléter l'article en donnant les références utiles à sa vérifiabilité et en les liant à la section « Notes et références ».
La brasserie de la Lesse est une brasserie artisanale belge située à Éprave, dans la commune de Rochefort en province de Namur. Elle se trouve au confluent des vallées de la Lesse et de la Lomme. Elle fabrique et met en bouteille des bières 100% bio.

## Histoire
La Brasserie de la Lesse est née de consommateurs qui deviennent des producteurs en réalisant des petits brassins de manière itinérant. Ils commercialisent, à l’échelle du village de Buissonville, une première bière, puis de nouvelles bières, dont : Li Berwette di Noyè, La Meuuh!. Toutes ces bières rencontrent un succès local et de nouveaux confrères se joignent à l'aventure.
Une décision est alors prise de faire brasser ces bières par un brasseur professionnel de la région. C'est Pierre Jacobs, de la brasserie Saint-Monon à Ambly, qui s'attelle à la tâche. Les bières de la confrérie sont désormais disponibles à la vente. On les retrouve dans des commerces locaux et sur les marchés de Noël. Tous les éléments sont réunis pour que l'aventure se poursuive à une autre échelle.
En 2011, des membres de la Confrérie du Busson, Pierre Meirlaen, Jean-Pierre Deloyer et Norbert Buysse remettent en service l'ancienne Brasserie Rezette qui brassait jadis les bières « La Rochefortoise » au cœur du village d’Éprave. Ils décident de la rebaptiser : « Brasserie de la Lesse », selon la brasserie du même nom qui fut active au XXe siècle dans le village de Lessive.
La production est faite sous la forme juridique de la coopérative.